# Origami (film)
Pour les articles homonymes, voir Origami.
Pour plus de détails, voir Fiche technique et Distribution.
Origami est un film québécois réalisé par Patrick Demers sorti en 2017.

## Synopsis
Après avoir vécu un traumatisme à la suite d'un évènement tragique, David, un conservateur d'œuvres d'art, découvre qu'il a la faculté de voyager dans le temps sur sa propre ligne de vie. Avec l'aide d'un scientifique japonais, il tâchera de comprendre comment contrôler cette étrange aptitude psychique et ce que celle-ci peut lui apporter dans sa vie. David doit revenir à un moment bien précis, un moment où tout a basculé et qui a changé drastiquement le cours de son existence, sous l'attention constante de son père inquiet, le tout en devant faire face à sa propre chronologie déconstruite.

## Fiche technique
- Titre original : Origami
- Réalisation : Patrick Demers
- Scénario : André Gulluni et Claude Lalonde
- Musique : Ramachandra Borcar
- Conception artistique : Camille Parent
- Costumes : Valérie Gagnon-Hamel
- Maquillage et coiffure : Nathalie Trépanier
- Photographie : Tobie Marier Robitaille
- Son : Frédéric Cloutier, Martin Pinsonnault, Anton Fischlin, Christian Rivest
- Montage : Patrick Demers
- Production : Stéphane Tanguay et Cédric Bourdeau
- Société de production : Productions Kinesis
- Société de distribution : Filmoption International
- Budget : 2 millions $ CA[1]
- Pays de production :  Canada
- Langue originale : français
- Format : couleur — format d'image : 2,35:1
- Genre : drame, thriller et science-fiction
- Durée : 99 minutes
- Dates de sortie :
  - Canada : 18 juillet 2017 (première au festival FanTasia)[2],[3]
  - Allemagne : 14 novembre 2017 (Festival international du film de Mannheim-Heidelberg)
  - Canada : 27 avril 2018 (sortie en salle au Québec)
  - Canada : 7 août 2018 (DVD)
  - France : février 2019 (Cinéma du Québec à Saint-Malo)
- Classification :
  - Québec : 13 ans et plus[4]

## Distribution
- François Arnaud : David Marceau
- Normand D'Amour : Paul Marceau
- Milton Tanaka : Dr Yamane
- Alexa-Jeanne Dubé : Valérie Boisclair
- Benoît Gouin : Dr Duval
- Tania Kontoyanni : Tanya Vasco
- Charlie Potvin : Florence 3 ans
- Romy Potvin : Florence 3 ans
- Lyviah Laflèche : Florence 18 mois

## Production
« Lorsqu'on m’a approché pour réaliser ce scénario d’André Gulluni et Claude Lalonde, ce qui m’a plu à prime abord, c’est le mélange des genres. À moitié film fantastique, avec ses voyages dans le temps au symbolisme asiatique, à moitié drame psychologique, avec en son centre un drame familial hors du commun. Je me suis donc attelé à la tâche en imaginant un film qui jouerait à la fois sur des teintes de cinéma de fiction quasi-hollywoodien, mais qui évoquerait aussi, au moment opportun, un cinéma plus réaliste, un rythme plus naturel, une impression de réalité plus proche de ce qu’on s’attend du cinéma québécois. Le fil d’Ariane qui relierait tout ceci, ce ne pouvait être que le protagoniste, le personnage de David, présent dans presque toutes les scènes. J’ai donc choisi de prendre son point de vue, sa perspective, pour présenter au spectateur les évènements tels que David les perçoit. J’ai voulu que le spectateur décode la situation telle que David la vit. J’ai voulu le placer dans ses souliers pour qu’il en vienne peut-être, lui aussi, à souhaiter que David se remette à “plier le temps”. »

— Patrick Demers, Mot du réalisateur

## Distinctions
- The Barry Convex Award for Best Canadian Film (Festival Fantasia 2017) : Mention spéciale